# Mémorial Eddie Aikau
Le Quiksilver Big Wave Invitational in Memory of Eddie Aikau ou Mémorial Eddie Aikau (parfois tout simplement appelé le "Eddie") est un tournoi de surf créée en 1985 se déroulant à Hawaï sur la plage de Waimea Bay, dans le nord de Oahu. Il fut créé en l'honneur de Eddie Aikau
Sa particularité est qu'il ne peut être organisé que lorsque la hauteur moyenne des vagues atteint ou dépasse 12 mètres. Pour cette raison, il ne s'est déroulé que 10 fois depuis sa création, le dernier en date s'étant déroulé le 22 janvier 2023. Chaque année, 28 surfeurs sont invités au tournoi. Il peut avoir lieu du 1er décembre au 28 février. Entre ces deux dates, les conditions de surf et la météo sont analysées. S'il apparaît que les vagues atteindront la hauteur minimale de 12 mètres, le tournoi est déclaré ouvert. À partir de ce moment-là les surfeurs invités ont 12 heures pour confirmer leur présence.
L'édition 2023 est marquée par la victoire de Luke Shepardson, un surfeur non professionnel et inconnu du grand public. Tout comme Eddie Aikau en son temps, ce dernier est sauveteur (lifeguard) sur les plages du North Shore d'Oahu. Il participe à la compétition sur ses temps de pause, étant en service ce jour-là, et reprend le travail dès le lendemain de sa victoire sur le double champion du monde John John Florence, déclarant ne plus avoir de jours de congé disponibles. Au cours de cette édition 2023, des surfeuses, au nombre de six, sont invitées à concourir au côté des hommes, une première après 39 ans d'existence de la compétition.

## Palmarès
| Année     | Vainqueur                                        |
| --------- | ------------------------------------------------ |
| 1984/1985 | Denton Miyamura                                  |
| 1986/1987 | Clyde Aikau                                      |
| 1989/1990 | Keone Downing                                    |
| 1995/1996 | aucun gagnant (Compétition annulée à mi-journée) |
| 1998/1999 | Noah Johnson                                     |
| 2000/2001 | Ross Clarke-Jones                                |
| 2001/2002 | Kelly Slater                                     |
| 2004/2005 | Bruce Irons                                      |
| 2009/2010 | Greg Long                                        |
| 2015/2016 | John John Florence                               |
| 2022/2023 | Luke Shepardson                                  |